# DR 251 sorozat

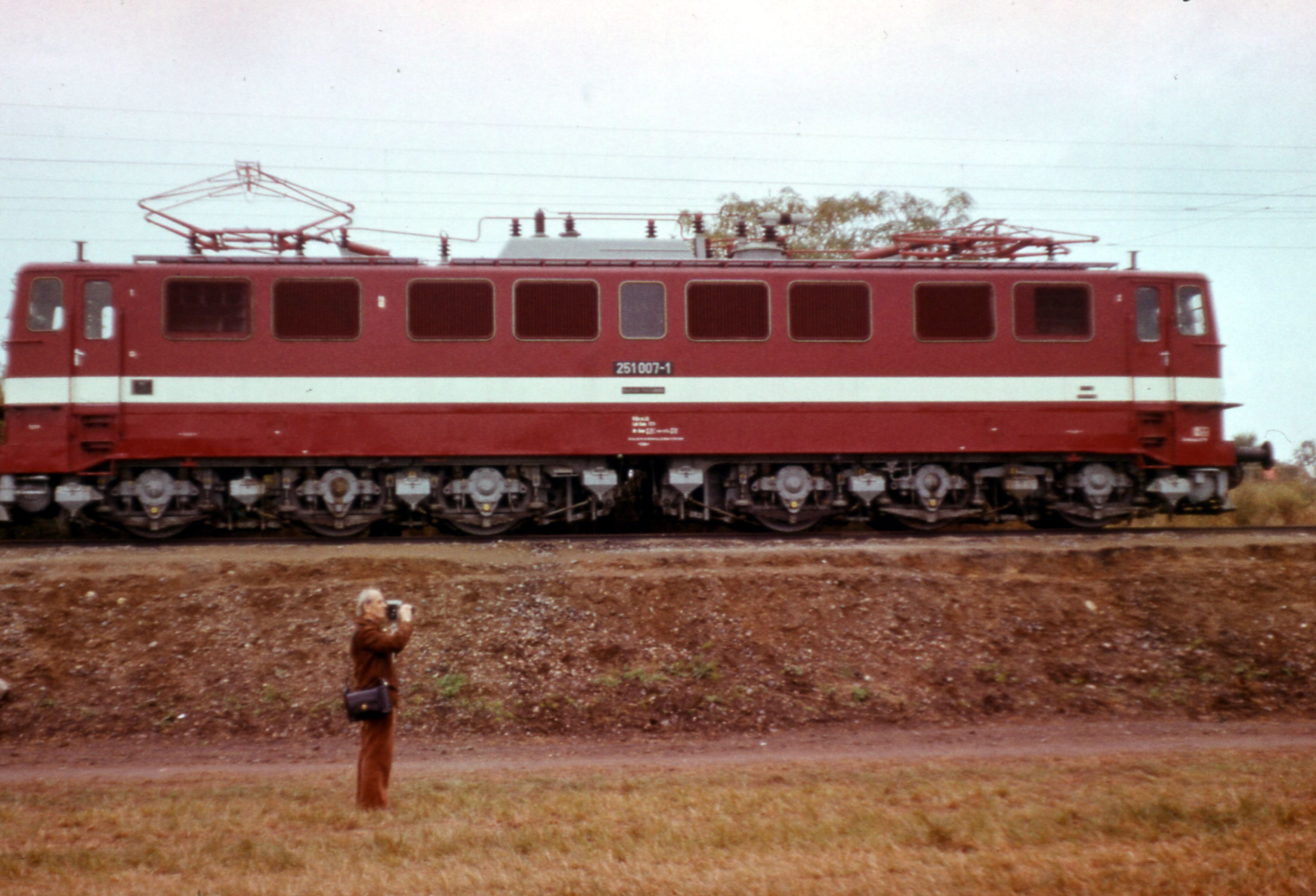
A mozdony 1979 szeptemberében

A DR E 251 sorozat, majd DR 251 sorozat, később DB 171 sorozat egy Co'Co' tengelyelrendezésű német villamosmozdony a 25 kV 50 Hz feszültséggel villamosított Rübelandbahn (Blankenburg - Königshütte) vonalra.  Ezt a vonalat a Deutsche Reichsbahn, az NDK vasútja kísérleti jelleggel ipari frekvenciával villamosította, egyrészt kísérleti vonalszakasznak, másrészt földrajzi elhelyezkedése miatt a költséges vasúti frekvenciájú (16 2/3 Hz) áramellátás hiányában a helyben fellelhető ipari frekvenciájú (50 Hz) feszültséggel. Az ide legyártott mozdonyok máshol nem használhatók Németországban, csak itt dolgoztak.

## Története
A hegyi jellegű vonalon a jelentős teherforgalom mellett a személyvonatokat is e sorozat továbbította, azonban 2000-ben az ajtóvezérlési előírások miatt a feladatot átadták a dízelmozdonyoknak. 2004 decemberében a villamosmozdonyokat a vonal teherforgalmának magánkézbeadása miatt leállították, azóta dízelmozdonyok járnak az üzemképes felsővezeték alatt. Jelenleg Zwickau-ban tárolják a 171-es sorozatú mozdonyokat, eladásuk is szóba került, a 171 008 Romániában próbaüzemben vesz részt. A 15 darabos sorozatból 11 darab megmaradt a mai napig.  A két első mozdony, a 171 001 (E251 001) és a 171 002 (E251 002) eredeti sötétzöld festésben muzeális mozdonynak van minősítve, a 171 012 a Thüringer Eisenbahn-Verein mozdonya lett.